# Mimobolbus endroedyyoungai
Mimobolbus endroedyyoungai is een keversoort uit de familie cognackevers (Bolboceratidae). De wetenschappelijke naam van de soort werd in 1973 gepubliceerd door Rudolf Petrovitz.